# Comuna Deleva, Tlumaci
Deleva (în ucraineană Делева) este o comună în raionul Tlumaci, regiunea Ivano-Frankivsk, Ucraina, formată din satele Deleva (reședința) și Luh.

## Demografie
Componența lingvistică a comunei Deleva
     Ucraineană (99,95%)
     Alte limbi (0,05%)
Conform recensământului din 2001, majoritatea populației comunei Deleva era vorbitoare de ucraineană (99,95%), existând în minoritate și vorbitori de alte limbi.